# Du Barry Was a Lady
Du Barry Was a Lady ist eine Musical Comedy mit der Musik und den Gesangstexten von Cole Porter. Das Buch stammt von Herbert Fields und B. G. DeSylva, der die Show auch produzierte. Die Uraufführung fand am 6. Dezember 1939 im 46th Street Theatre in New York statt. Es war eines von fünf Broadway-Musicals (Anything Goes, Red, Hot and Blue, Panama Hattie, Something for the Boys) für das Cole Porter komponierte und in dem Ethel Merman die Hauptrolle spielte. In weiteren Rollen waren Betty Grable und Bert Lahr zu sehen.
Die Erstaufführung im Londoner West End fand am 22. Oktober 1942 im Her Majesty’s Theatre statt.

## Handlung
Louis Blore, Toilettenwart des Club Petite in New York, gewinnt 75.000 US-Dollar in einer Lotterie und kündigt daraufhin seinen Job. Seit langem hat er ein Auge auf die Nachtclubsängerin May Daly geworfen, die aber in einen gewissen Alex Barton verliebt ist. Alex ist der Bruder von Mays Freundin Alice und unglücklich verheiratet.
Bei dem Versuch den Nebenbuhler mittels K.O.-Tropfen aus dem Weg zu räumen, verwechselt Louis die Gläser und nimmt den Drink selbst zu sich. Während seiner Bewusstlosigkeit träumt Louis, dass er der König Louis XV. und May Daly seine Geliebte, die Gräfin du Barry ist. Er verfolgt May durch die Gärten und die Boudoirs Versailles des 18. Jahrhunderts, bleibt mit seinem Werben jedoch erfolglos. Wieder aufwachend wird ihm klar, dass Alex der richtige Mann für May ist. Mit dem Rest seines Lottogewinnes bezahlt er Alex Bartons Scheidung und kehrt auf seine alte Stelle im Club Petite zurück.

## Bekannte Musiknummern
- Do I Love You
- Well, Did You Evah?
- Friendship

## Verfilmung
Die Verfilmung von 1943 unter dem Titel Du Barry Was a Lady von Roy Del Ruth u. a. mit Gene Kelly basiert auf dem Musical.